# Benedicto Zacconi
Benedicto de Moraes Menezes (Pelotas, 30 de outubro de 1906 — Rio de Janeiro, 11 de fevereiro de 1944) foi um atacante da seleção brasileira de futebol na primeira Copa do Mundo de 1930 no Uruguai.
Em sua passagem pelo futebol italiano ficou conhecido como Benedicto Zacconi.

## Títulos
Botafogo
- Taça dos Campeões Estaduais Rio–São Paulo: 1931
- Campeonato Carioca: 1930 e 1932